# José Agulló Prats
José Agulló Prats (Tarrasa, 25 de agosto de 1846 - Barcelona, 14 de agosto de 1926) fue un compositor, organista y maestro de capilla español.

## Vida
José Agulló Prats nació en Tarrasa, en la provincia de Barcelona, el 25 de agosto de 1846, hijo de Joan Agulló i Carreras y Maria Prats. Tanto él como su hermano Ramón se formaron en la Escolanía de Montserrat (1853-1863) con el maestro Bartomeu Blanch.
A partir de 1867 amplió estudios en el Conservatorio de Santa Cecilia de Roma, del cual fue miembro y maestro compositor honorario. En Tarrasa fue organista y maestro de capilla de la iglesia del Espíritu Santo desde 1869 a enero de 1873.
En 1872 fue nombrado miembro de la Academia y Congregación Filarmónica de Catania. Volvió a Montserrat, donde ejerció como maestro de música de la Escolanía.
En 1873 se marchó a Puerto Rico, donde había ganado, por concurso, la plaza de organista de la Catedral de San Juan de Puerto Rico. En 1874 se casó con Rosaura Casablanca.
En 1899, acabada la Guerra hispano-estadounidense, regresó a Barcelona, dedicándose a la enseñanza de la música ya la composición. Además se le ofreció el cargo de organista de la iglesia de San Andrés de Palomar en Barcelona. Poco después, se retiró para dedicarse a la enseñanza hasta su fallecimiento.

## Obra
Músico muy prolífico, compuso más de cien piezas de todos los géneros, aunque solo publicó 20 brillantes preludios y una romanza para piano. Se conservan obras suyas en el fondo musical de la catedral-basílica del Santo Espíritu de Terrassa y música impresa en la Biblioteca de Cataluña.
En 1870, durante su estancia en Tarrasa, publicó el Tratado de armonía teórico práctico en forma de diálogo. 